# Bouffémont
Bouffémont é uma comuna francesa na região administrativa da Ilha de França, no departamento do Vale do Oise. Estende-se por uma área de 4.51 km². Em 2010 a comuna tinha 6 509 habitantes (densidade: 1 443,2 hab./km²).